# Georgiske jøder
Georgiske jøder stammer fra landet Georgien i Transkaukasus og kan spore deres indvandring til landet tilbage til tiden for det babylonske fangenskab i 500-tallet f.Kr. Det omfatter ikke den omfattende andel af askenasiske jøder, som stammer fra andre lande i Østeuropa.
Georgiske jøder har traditionelt levet adskilt, ikke bare fra det omliggende georgiske folk, men også fra askenasiske jøder i Tbilisi, som havde en forskellig religiøs praksis og afvigende sprog. Jøderne mistede tidlig sit eget sprog, undtaget i religiøse ritualer, og de tilpassede sig helt georgisk sprog og kultur. Jødisk isolation bestod i gennem mange århundreder ved forfølgelser og restriktioner, eksempelvis var det forbudt for jøder at gifte sig med georgiere. Religion har derfor været en central del af det sociale liv hos georgiske jøder. Ikke desto mindre har jøderne i Georgien levet relativt trygt i århundredernes løb sammenlignet med den skæbne, som andre jødiske samfund i verden har haft.

## Demografi
I henhold til folketælling i 1800 boede der 3.300 jøder i Georgien, omkring 4.000 i 1832, 7.800 i 1865, 17.200 i 1926, 30.115 i 1939, 51.600 i 1959, 55.400 i 1979 som var et højdepunkt, men siden har der været en stor udvandring til Israel, USA, Rusland og Belgien. I 1979 var antallet i Georgien sunket til 28.300 og var nede i 24.800 i 1989. Per 2004 var der kun 13.000 georgiske jøder tilbage i Georgien. I henhold til folketælling i 2002 var der 3.541 i Georgien, som var tilknyttet jødedommen. Eksempelvis Lezgishvili-afdelingen af georgiske jøder har familie i Israel, Moskva, Baku, Düsseldorf, og amerikanske Cleveland i Ohio. Flere hundrede georgiske jødiske familier lever i storbyområdet New York.